# 三チオン酸
三チオン酸（さんチオンさん）またはトリチオン酸（Trithionic acid）は、3つの硫黄原子からなるポリチオン酸である。硫黄原子で橋渡しされた2つの重亜硫酸ラジカルと見做す事が出来る。

## 三チオン酸塩
三チオン酸イオンは、化学式S3O2−
6で表される硫黄のオキソアニオンであり、トリチオン酸の共役塩基である。希水酸化ナトリウムはS4N4を次のように加水分解し、チオ硫酸ナトリウムと三チオン酸ナトリウムを生成する。
2 S4N4 + 6 NaOH + 9 H2O → Na2S2O3 + 2 Na2S3O6 + 8 NH3
硫酸塩還元菌の中には、この化合物を呼吸に利用するものがある事が知られている。